# Auguste Goffin
Auguste Goffin (Schaarbeek, 23 april 1914 - Eigenbrakel, 2 november 2014) was een Belgisch motorcoureur. 

## Levensloop

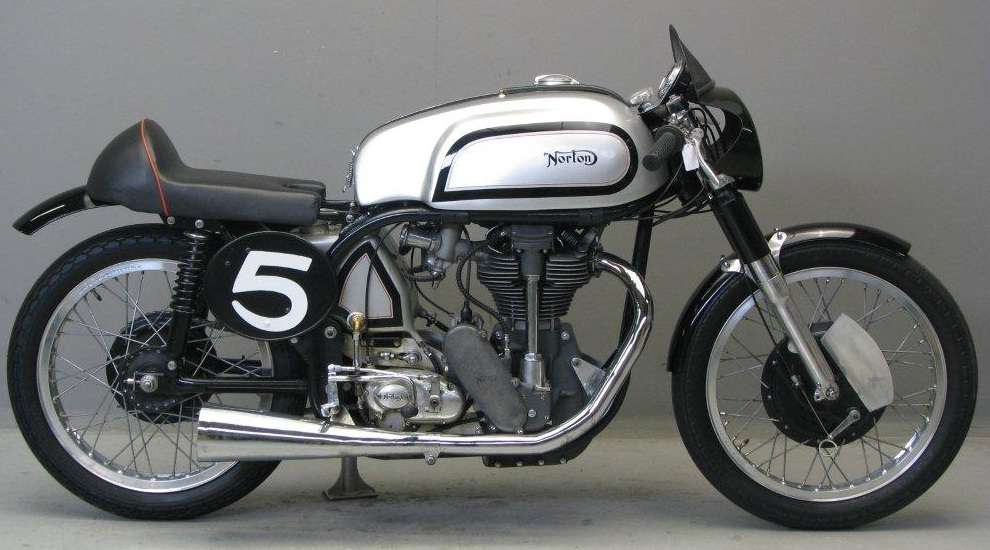
Norton 30M uit 1952

Auguste Goffin begon rond 1933 deel te nemen aan grasbaanraces en hij was ook actief in het motorvoetbal. In 1934 werd hij door Rush-coureur Maurice van Geert betrokken bij de wegraces. 
Zijn carrière werd onderbroken door de Tweede Wereldoorlog, maar tussen 1938 en 1955 was hij veertien maal kampioen van België in de 350- en de 500 cc klassen. In 1956, bij zijn afscheid van de sport (hij was toen al 42 jaar) kreeg hij de Zilveren medaille voor Sportverdienste. Hij richtte zich toen vooral op zijn eigen motorzaak, maar stelde ook racemotoren ter beschikking van veelbelovende Belgische coureurs. Hij had een eigen team (Ecurie Nationale Belge/Goffin). 
Auguste Goffin was altijd privérijder, bijna altijd met een Norton. Hij reed meer dan 400 internationale wedstrijden, maar kwam slechts zelden in het wereldkampioenschap wegrace aan de start. In het seizoen 1954 haalde hij zijn enige podiumplaats in het wereldkampioenschap: hij werd achter Pierre Monneret tweede in de Grand Prix van Frankrijk. 
In 1956 beëindigde Goffin zijn racecarrière na een crash in Zweden. Hij was al importeur voor Norton, maar ging daarnaast caravans bouwen en verkopen. Na zijn pensioen tenniste hij veel. 
Auguste Goffin overleed op 2 november 2014, ruim 100 jaar oud, in Eigenbrakel.

## Wereldkampioenschap wegrace resultaten
| Jaar | Klasse | Team  | Motorfiets | 1       | 2       | 3      | 4       | 5       | 6      | 7       | 8       | 9     | Punten | Plaats | Wereldkampioen                                 |
| ---- | ------ | ----- | ---------- | ------- | ------- | ------ | ------- | ------- | ------ | ------- | ------- | ----- | ------ | ------ | ---------------------------------------------- |
| 1949 | 500 cc | Privé | Triumph    | IOM -   | ZWI -   | NED -  | BEL DNF | ULS -   | NAT -  |         |         |       | 0      | -      | Les Graham, AJS E90 "Porcupine"                |
| 1950 | 500 cc | Privé | Norton 30M | IOM -   | BEL 15  | NED -  | ZWI -   | ULS -   | NAT 17 |         |         |       | 0      | -      | Umberto Masetti, Gilera 500 4C                 |
| 1951 | 350 cc | Privé | Norton 40M | SPA DNF | ZWI -   | IOM -  | BEL -   | NED -   | FRA -  | ULS -   | NAT -   |       | 0      | -      | Geoff Duke, Norton 40M                         |
| 1951 | 500 cc | Privé | Norton 30M | SPA -   | ZWI -   | IOM -  | BEL 14  | NED -   | FRA -  | ULS -   | NAT -   |       | 0      | -      | Geoff Duke, Norton 30M                         |
| 1952 | 350 cc | Privé | Norton 40M | ZWI -   | IOM -   | NED -  | BEL -   | DUI 7   | ULS -  | NAT 5   |         |       | 2      | 11e    | Geoff Duke, Norton 40M                         |
| 1952 | 500 cc | Privé | Norton 30M | ZWI -   | IOM -   | NED -  | BEL 7   | DUI 5   | ULS -  | NAT DNF | SPA DNF |       | 2      | 15e    | Umberto Masetti, Gilera 500 4C                 |
| 1953 | 350 cc | Privé | Norton 40M | IOM -   | NED -   | BEL -  | DUI -   | FRA 7   | ULS -  | ZWI -   | NAT -   |       | 0      | -      | Fergus Anderson, Moto Guzzi Monocilindrica 350 |
| 1953 | 500 cc | Privé | Norton 30M | IOM -   | NED -   | BEL 10 | DUI -   | FRA DNF | ULS -  | ZWI -   | NAT -   | SPA 9 | 0      | -      | Geoff Duke, Gilera 500 4C                      |
| 1954 | 350 cc | Privé | Norton 40M | FRA 2   | IOM -   | ULS -  | BEL 7   | NED -   | DUI -  | ZWI -   | NAT -   | SPA 6 | 7      | 11e    | Fergus Anderson, Moto Guzzi Monocilindrica 350 |
| 1954 | 500 cc | Privé | Norton 30M | FRA DNF | IOM -   | ULS -  | BEL 9   | NED -   | DUI -  | ZWI -   | NAT -   | SPA 5 | 2      | 19e    | Geoff Duke, Gilera 500 4C                      |
| 1955 | 350 cc | Privé | Norton 40M |         | FRA 4   | IOM -  | DUI -   | BEL 8   | NED -  | ULS -   | NAT -   |       | 2      | 20e    | Bill Lomas, Moto Guzzi Monocilindrica 350      |
| 1955 | 500 cc | Privé | Norton 30M | SPA -   | FRA DNF | IOM -  | DUI DNF | BEL 5   | NED -  | ULS -   | NAT -   |       | 3      | 12e    | Geoff Duke, Gilera 500 4C                      |
| 1956 | 350 cc | Privé | Norton 40M | IOM -   | NED -   | BEL 7  | DUI -   | ULS -   | NAT -  |         |         |       | 0      | -      | Bill Lomas, Moto Guzzi Monocilindrica 350      |
| 1956 | 500 cc | Privé | Norton 30M | IOM -   | NED -   | BEL 6  | DUI -   | ULS -   | NAT -  |         |         |       | 1      | 21e    | John Surtees, MV Agusta 500 4C                 |